# Myrmochanes hemileucus
Myrmochanes hemileucus е вид птица от семейство Thamnophilidae, единствен представител на род Myrmochanes. Среща се в Боливия, Бразилия, Колумбия, Еквадор и Перу.

## Разпространение
Видът е разпространен в Боливия, Бразилия, Еквадор, Колумбия и Перу.